# Janusz Pierzak
Janusz Pierzak (ur. 4 maja 1958  w Gdańsku) – bard, poeta, satyryk. Autor lapidarnych opowiadań.

## Życiorys
Od 1980 roku mieszkaniec Gdyni. Absolwent Akademii Wychowania Fizycznego w Gdańsku. Wiersze i prozę publikował w pismach literackich. ("Akant", "Autograf", "Twój Dobry Humor"), jak również w prasie lokalnej ("Dziennik Bałtycki", "Kurier Gdyński", "Przegląd Chyloński", „Gazeta Świętojańska”). W 1997 r. wydał autorską płytę z piosenkami poetyckimi pt. "Bilet do bezsenności". W roku 1999 ukazał się tomik poezji zatytułowany "Wiersze" i drugi krążek CD pt. "Niewidzialne znaki". Zwycięzca turniejów satyrycznych w 2002 r. w Gdyni i w Pucku. Trzykrotnie wyróżniany w Konkursie Satyrycznym "O Grudę Bursztynu". W 2004 r. wydał trzecią autorską płytę pt. "Na ulicy Sztormowej". W tym samym roku wziął udział w Pierwszym Ogólnopolskim Festiwalu Piosenki Kabaretowej (O.B.O.R.A. – 2004 – Poznań). Autor muzyki do tekstów gdyńskiej poetki – Izabeli Łaskawskiej. („Westchnienie”). W 2008 r. otrzymał Nagrodę Marszałka Województwa Pomorskiego w Tczewskim Konkursie Twórczości (kategoria – twórczość własna). Współautor książki „Śmiertelnie absurdalne zebranie” (Warszawskie wydawnictwo „Indigo – 2008”), oraz tomu poezji "Poetycki Grabówek" (Wydawnictwo "in gremio"). W 2010 roku wydał czwartą płytę o zabarwieniu literacko-poetyckim „Ballady utkane z piasku i mgły”. W 2012 roku kolejna książka - "Krawędź mijania - wiersze nie do końca z wyboru" (Wydawnictwo "in gremio"). W roku 2013 podjął współpracę z Mirellą Hinc, urodzoną w Toruniu pieśniarką, aranżerką, autorką tekstów i muzyki. Ich wspólne  płyty to  "Twoja nieobecność" (2014), oraz "Dwa" (2016). Janusz Pierzak oprócz piosenek własnego autorstwa, wykonywanych z akompaniamentem gitary i harmonijki ustnej, prezentuje również pieśni Bułata Okudżawy, Włodzimierza Wysockiego, Georges’a Brassensa, Edwarda Stachury.